# Aúzinho
 (mars 2023).
Si vous disposez d'ouvrages ou d'articles de référence ou si vous connaissez des sites web de qualité traitant du thème abordé ici, merci de compléter l'article en donnant les références utiles à sa vérifiabilité et en les liant à la section « Notes et références ».

Aúzinho.

L’ Aúzinho ("petite roue", en portugais) est une petite roue en capoeira pendant laquelle on garde les jambes pliées devant soi pour éviter d'avoir le corps trop exposé. Elle est principalement utilisée pour les jeux " de dentro" ( angola,  benguela…).